# Podsumowanie startów zespołu Force India w Formule 1
Zespół Force India został utworzony w 2008 roku w wyniku wykupienia i przekształcenia zespołu Spyker.
Pierwsze miejsce na podium zdobył dla zespołu Giancarlo Fisichella, który w Grand Prix Belgii 2009 zajął drugie miejsce. Podczas tego Grand Prix Fisichella osiągnął również jedyne pole position dla zespołu.
Najwyższe, czwarte miejsce w klasyfikacji konstruktorów zespół zajął w sezonie 2017, wówczas jego kierowcy zdobyli 187 punktów.

## Wyniki
| Legenda oznaczeń w tabelach wyników Wyświetl szablon na nowej stronie | Legenda oznaczeń w tabelach wyników Wyświetl szablon na nowej stronie                                                                     |
| Oznaczenie                                                            | Wyjaśnienie |
| --------------------------------------------------------------------- | --- |
| Złoty                                                                 | Zwycięzca lub mistrzostwo |
| Srebrny                                                               | 2. miejsce lub wicemistrzostwo |
| Brązowy                                                               | 3. miejsce lub II wicemistrzostwo |
| Zielony                                                               | Ukończył, punktował (w klasyfikacji generalnej, gdy zdobył co najmniej jeden punkt na przestrzeni sezonu, poza trzema powyższymi opcjami) |
| Niebieski                                                             | Ukończył, nie punktował (w klasyfikacji generalnej, gdy nie zdobył co najmniej jednego punktu na przestrzeni sezonu)                      |
| Czerwony                                                              | Nie zakwalifikował się (NZ) |
| Czerwony                                                              | Nie prekwalifikował się (NPK) |
| Różowy                                                                | Nie ukończył (NU) |
| Różowy                                                                | Niesklasyfikowany (NS) (w klasyfikacji generalnej, gdy nie został sklasyfikowany w żadnym wyścigu sezonu)                                 |
| Czarny                                                                | Zdyskwalifikowany (DK) |
| Czarny                                                                | Wykluczony (WYK/EX) |
| Biały                                                                 | Nie wystartował (NW) |
| Biały                                                                 | Kontuzjowany (K/INJ) |
| Biały                                                                 | Wyścig odwołany (OD/C) |
| Bez koloru                                                            | Został wycofany (WYC/WD) |
| Bez koloru                                                            | Nie przybył (NP/DNA) |
| Bez koloru                                                            | Nie brał udziału w treningach (NT/DNP) |
| Bez koloru                                                            | Nie został zgłoszony (–) |
| Pogrubienie                                                           | Start z pole position |
| Kursywa                                                               | Najszybsze okrążenie wyścigu |
| †                                                                     | Nie ukończył, ale jego rezultat został zaliczony ze względu na przejechanie więcej niż 90% dystansu wyścigu.                              |
| *                                                                     | Sezon w trakcie |
| 1/2/3                                                                 | Punktowana pozycja w sprincie kwalifikacyjnym                                                                                             |
| Lista systemów punktacji Formuły 1                                    | |

| Sezon | Konstruktor          | Kierowcy             | Wyniki w poszczególnych eliminacjach | Wyniki w poszczególnych eliminacjach | Wyniki w poszczególnych eliminacjach | Wyniki w poszczególnych eliminacjach | Wyniki w poszczególnych eliminacjach | Wyniki w poszczególnych eliminacjach | Wyniki w poszczególnych eliminacjach | Wyniki w poszczególnych eliminacjach | Wyniki w poszczególnych eliminacjach | Wyniki w poszczególnych eliminacjach | Wyniki w poszczególnych eliminacjach | Wyniki w poszczególnych eliminacjach | Wyniki w poszczególnych eliminacjach | Wyniki w poszczególnych eliminacjach | Wyniki w poszczególnych eliminacjach | Wyniki w poszczególnych eliminacjach | Wyniki w poszczególnych eliminacjach | Wyniki w poszczególnych eliminacjach | Wyniki w poszczególnych eliminacjach | Wyniki w poszczególnych eliminacjach | Wyniki w poszczególnych eliminacjach | Wyniki kierowców | Wyniki kierowców | Wyniki konstruktora | Wyniki konstruktora |
| 2008  |                      |                      | Australia                            | Malezja                              | Bahrajn                              | Hiszpania                            | Turcja                               | Monako                               | Kanada                               | Francja                              | Wielka Brytania                      | Niemcy                               | Węgry                                | Unia Europejska                      | Belgia                               | Włochy                               | Singapur                             | Japonia                              |                                      | Brazylia                             |                                      |                                      |                                      | Pkt.             | Msc.             | Pkt.                | Msc.                |
| ----- | -------------------- | -------------------- | ------------------------------------ | ------------------------------------ | ------------------------------------ | ------------------------------------ | ------------------------------------ | ------------------------------------ | ------------------------------------ | ------------------------------------ | ------------------------------------ | ------------------------------------ | ------------------------------------ | ------------------------------------ | ------------------------------------ | ------------------------------------ | ------------------------------------ | ------------------------------------ | ------------------------------------ | ------------------------------------ | ------------------------------------ | ------------------------------------ | ------------------------------------ | ---------------- | ---------------- | ------------------- | ------------------- |
| 2008  | Force India–Ferrari  | Adrian Sutil         | NU                                   | NU                                   | 19                                   | NU                                   | 16                                   | NU                                   | NU                                   | 19                                   | NU                                   | 15                                   | NU                                   | NU                                   | 13                                   | 19                                   | NU                                   | NU                                   | NU                                   | 15                                   |                                      |                                      |                                      | 0                | 20               | 0                   | 10                  |
| 2008  | Force India–Ferrari  | Giancarlo Fisichella | NU                                   | 12                                   | 12                                   | 10                                   | NU                                   | NU                                   | NU                                   | 18                                   | NU                                   | 16                                   | 15                                   | 14                                   | 17                                   | NU                                   | 14                                   | NU                                   | 17                                   | 16                                   |                                      |                                      |                                      | 0                | 19               | 0                   | 10                  |
| 2009  |                      |                      | Australia                            | Malezja                              |                                      | Bahrajn                              | Hiszpania                            | Monako                               | Turcja                               | Wielka Brytania                      | Niemcy                               | Węgry                                | Unia Europejska                      | Belgia                               | Włochy                               | Singapur                             | Japonia                              | Brazylia                             |                                      |                                      |                                      |                                      |                                      | Pkt.             | Msc.             | Pkt.                | Msc.                |
| 2009  | Force India–Mercedes | Adrian Sutil         | 9                                    | 17                                   | 17†                                  | 16                                   | NU                                   | 14                                   | 17                                   | 17                                   | 15                                   | NU                                   | 10                                   | 11                                   | 4                                    | NU                                   | 14                                   | NS                                   | 17                                   |                                      |                                      |                                      |                                      | 5                | 17               | 13                  | 9                   |
| 2009  | Force India–Mercedes | Giancarlo Fisichella | 11                                   | 18†                                  | 14                                   | 15                                   | 14                                   | 9                                    | NU                                   | 10                                   | 11                                   | 14                                   | 12                                   | 2                                    | –                                    | –                                    | –                                    | –                                    | –                                    |                                      |                                      |                                      |                                      | 8                | 15               | 13                  | 9                   |
| 2009  | Force India–Mercedes | Vitantonio Liuzzi    | –                                    | –                                    | –                                    | –                                    | –                                    | –                                    | –                                    | –                                    | –                                    | –                                    | –                                    | –                                    | NU                                   | 14                                   | 15                                   | 11                                   | 15                                   |                                      |                                      |                                      |                                      | 0                | 22               | 13                  | 9                   |
| 2010  |                      |                      | Bahrajn                              | Australia                            | Malezja                              |                                      | Hiszpania                            | Monako                               | Turcja                               | Kanada                               | Unia Europejska                      | Wielka Brytania                      | Niemcy                               | Węgry                                | Belgia                               | Włochy                               | Singapur                             | Japonia                              | Korea Południowa                     | Brazylia                             |                                      |                                      |                                      | Pkt.             | Msc.             | Pkt.                | Msc.                |
| 2010  | Force India–Mercedes | Adrian Sutil         | 12                                   | NU                                   | 5                                    | 11                                   | 7                                    | 8                                    | 9                                    | 10                                   | 6                                    | 8                                    | 17                                   | NU                                   | 5                                    | 16                                   | 9                                    | NU                                   | NU                                   | 12                                   | 12                                   |                                      |                                      | 47               | 11               | 68                  | 7                   |
| 2010  | Force India–Mercedes | Vitantonio Liuzzi    | 9                                    | 7                                    | NU                                   | NU                                   | 15†                                  | 9                                    | 13                                   | 9                                    | 16                                   | 11                                   | 16                                   | 13                                   | 10                                   | 12                                   | NU                                   | NU                                   | 6                                    | NU                                   | NU                                   |                                      |                                      | 21               | 15               | 68                  | 7                   |
| 2011  |                      |                      | Australia                            | Malezja                              |                                      | Turcja                               | Hiszpania                            | Monako                               | Kanada                               | Unia Europejska                      | Wielka Brytania                      | Niemcy                               | Węgry                                | Belgia                               | Włochy                               | Singapur                             | Japonia                              | Korea Południowa                     | Indie                                |                                      | Brazylia                             |                                      |                                      | Pkt.             | Msc.             | Pkt.                | Msc.                |
| 2011  | Force India–Mercedes | Adrian Sutil         | 9                                    | 11                                   | 15                                   | 13                                   | 13                                   | 7                                    | NU                                   | 9                                    | 11                                   | 6                                    | 14                                   | 7                                    | NU                                   | 8                                    | 11                                   | 11                                   | 9                                    | 8                                    | 6                                    |                                      |                                      | 42               | 9                | 69                  | 6                   |
| 2011  | Force India–Mercedes | Paul di Resta        | 10                                   | 10                                   | 11                                   | NU                                   | 12                                   | 12                                   | 18†                                  | 14                                   | 15                                   | 13                                   | 7                                    | 11                                   | 8                                    | 6                                    | 12                                   | 10                                   | 11                                   | 9                                    | 8                                    |                                      |                                      | 27               | 13               | 69                  | 6                   |
| 2012  |                      |                      | Australia                            | Malezja                              |                                      | Bahrajn                              | Hiszpania                            | Monako                               | Kanada                               | Unia Europejska                      | Wielka Brytania                      | Niemcy                               | Węgry                                | Belgia                               | Włochy                               | Singapur                             | Japonia                              | Korea Południowa                     | Indie                                |                                      | Stany Zjednoczone                    | Brazylia                             |                                      | Pkt.             | Msc.             | Pkt.                | Msc.                |
| 2012  | Force India–Mercedes | Paul di Resta        | 10                                   | 7                                    | 12                                   | 6                                    | 14                                   | 7                                    | 11                                   | 7                                    | NU                                   | 11                                   | 12                                   | 10                                   | 8                                    | 4                                    | 12                                   | 12                                   | 12                                   | 9                                    | 15                                   | 19†                                  |                                      | 46               | 14               | 109                 | 7                   |
| 2012  | Force India–Mercedes | Nico Hülkenberg      | NU                                   | 9                                    | 15                                   | 12                                   | 10                                   | 8                                    | 12                                   | 5                                    | 12                                   | 9                                    | 11                                   | 4                                    | 21†                                  | 14                                   | 7                                    | 6                                    | 8                                    | NU                                   | 8                                    | 5                                    |                                      | 63               | 11               | 109                 | 7                   |
| 2013  |                      |                      | Australia                            | Malezja                              |                                      | Bahrajn                              | Hiszpania                            | Monako                               | Kanada                               | Wielka Brytania                      | Niemcy                               | Węgry                                | Belgia                               | Włochy                               | Singapur                             | Korea Południowa                     | Japonia                              | Indie                                |                                      | Stany Zjednoczone                    | Brazylia                             |                                      |                                      | Pkt.             | Msc.             | Pkt.                | Msc.                |
| 2013  | Force India–Mercedes | Paul di Resta        | 8                                    | NU                                   | 8                                    | 4                                    | 7                                    | 9                                    | 7                                    | 9                                    | 11                                   | 18†                                  | NU                                   | NU                                   | 20†                                  | NU                                   | 11                                   | 8                                    | 6                                    | 15                                   | 11                                   |                                      |                                      | 48               | 12               | 77                  | 6                   |
| 2013  | Force India–Mercedes | Adrian Sutil         | 7                                    | NU                                   | NU                                   | 13                                   | 13                                   | 5                                    | 10                                   | 7                                    | 13                                   | NU                                   | 9                                    | 16†                                  | 10                                   | 20†                                  | 14                                   | 9                                    | 10                                   | NU                                   | 13                                   |                                      |                                      | 29               | 13               | 77                  | 6                   |
| 2014  |                      |                      | Australia                            | Malezja                              | Bahrajn                              |                                      | Hiszpania                            | Monako                               | Kanada                               | Austria                              | Wielka Brytania                      | Niemcy                               | Węgry                                | Belgia                               | Włochy                               | Singapur                             | Japonia                              | Rosja                                | Stany Zjednoczone                    | Brazylia                             |                                      |                                      |                                      | Pkt.             | Msc.             | Pkt.                | Msc.                |
| 2014  | Force India–Mercedes | Sergio Pérez         | 10                                   | NW                                   | 3                                    | 9                                    | 9                                    | NU                                   | 11†                                  | 6                                    | 11                                   | 10                                   | NU                                   | 8                                    | 7                                    | 7                                    | 10                                   | 10                                   | NU                                   | 15                                   | 7                                    |                                      |                                      | 59               | 10               | 155                 | 6                   |
| 2014  | Force India–Mercedes | Nico Hülkenberg      | 6                                    | 5                                    | 5                                    | 6                                    | 10                                   | 5                                    | 5                                    | 9                                    | 8                                    | 7                                    | NU                                   | 10                                   | 12                                   | 9                                    | 8                                    | 12                                   | NU                                   | 8                                    | 6                                    |                                      |                                      | 96               | 9                | 155                 | 6                   |
| 2015  |                      |                      | Australia                            | Malezja                              |                                      | Bahrajn                              | Hiszpania                            | Monako                               | Kanada                               | Austria                              | Wielka Brytania                      | Węgry                                | Belgia                               | Włochy                               | Singapur                             | Japonia                              | Rosja                                | Stany Zjednoczone                    | Meksyk                               | Brazylia                             |                                      |                                      |                                      | Pkt.             | Msc.             | Pkt.                | Msc.                |
| 2015  | Force India–Mercedes | Sergio Pérez         | 10                                   | 13                                   | 11                                   | 8                                    | 13                                   | 7                                    | 11                                   | 9                                    | 9                                    | NU                                   | 5                                    | 6                                    | 7                                    | 12                                   | 3                                    | 5                                    | 8                                    | 13                                   | 5                                    |                                      |                                      | 78               | 9                | 136                 | 5                   |
| 2015  | Force India–Mercedes | Nico Hülkenberg      | 7                                    | 14                                   | NU                                   | 13                                   | 15                                   | 11                                   | 8                                    | 6                                    | 7                                    | NU                                   | NW                                   | 7                                    | NU                                   | 6                                    | NU                                   | NU                                   | 7                                    | 6                                    | 7                                    |                                      |                                      | 58               | 10               | 136                 | 5                   |
| 2016  |                      |                      | Australia                            | Bahrajn                              |                                      | Rosja                                | Hiszpania                            | Monako                               | Kanada                               | Unia Europejska                      | Austria                              | Wielka Brytania                      | Węgry                                | Niemcy                               | Belgia                               | Włochy                               | Singapur                             | Malezja                              | Japonia                              | Stany Zjednoczone                    | Meksyk                               | Brazylia                             |                                      | Pkt.             | Msc.             | Pkt.                | Msc.                |
| 2016  | Force India–Mercedes | Sergio Pérez         | 13                                   | 16                                   | 11                                   | 9                                    | 7                                    | 3                                    | 10                                   | 3                                    | 17†                                  | 6                                    | 11                                   | 10                                   | 5                                    | 8                                    | 8                                    | 6                                    | 7                                    | 8                                    | 10                                   | 4                                    | 8                                    | 101              | 7                | 173                 | 4                   |
| 2016  | Force India–Mercedes | Nico Hülkenberg      | 7                                    | 15                                   | 15                                   | NU                                   | NU                                   | 6                                    | 8                                    | 9                                    | 19†                                  | 7                                    | 10                                   | 7                                    | 4                                    | 10                                   | NU                                   | 8                                    | 8                                    | NU                                   | 7                                    | 7                                    | 7                                    | 72               | 9                | 173                 | 4                   |
| 2017  |                      |                      | Australia                            |                                      | Bahrajn                              | Rosja                                | Hiszpania                            | Monako                               | Kanada                               | Azerbejdżan                          | Austria                              | Wielka Brytania                      | Węgry                                | Belgia                               | Włochy                               | Singapur                             | Malezja                              | Japonia                              | Stany Zjednoczone                    | Meksyk                               | Brazylia                             |                                      |                                      | Pkt.             | Msc.             | Pkt.                | Msc.                |
| 2017  | Force India–Mercedes | Sergio Pérez         | 7                                    | 9                                    | 7                                    | 6                                    | 4                                    | 13                                   | 5                                    | NU                                   | 7                                    | 9                                    | 8                                    | 17†                                  | 9                                    | 5                                    | 6                                    | 7                                    | 8                                    | 7                                    | 9                                    | 7                                    |                                      | 100              | 7                | 187                 | 4                   |
| 2017  | Force India–Mercedes | Esteban Ocon         | 10                                   | 10                                   | 10                                   | 7                                    | 5                                    | 12                                   | 6                                    | 6                                    | 8                                    | 8                                    | 9                                    | 9                                    | 6                                    | 10                                   | 10                                   | 6                                    | 6                                    | 5                                    | NU                                   | 8                                    |                                      | 87               | 8                | 187                 | 4                   |
| 2018  |                      |                      | Australia                            | Bahrajn                              |                                      | Azerbejdżan                          | Hiszpania                            | Monako                               | Kanada                               | Francja                              | Austria                              | Wielka Brytania                      | Niemcy                               | Węgry                                | Belgia                               | Włochy                               | Singapur                             | Rosja                                | Japonia                              | Stany Zjednoczone                    | Meksyk                               | Brazylia                             |                                      | Pkt.             | Msc.             | Pkt.                | Msc.                |
| 2018  | Force India-Mercedes | Sergio Pérez         | 11                                   | 16                                   | 12                                   | 3                                    | 9                                    | 12                                   | 14                                   | NU                                   | 7                                    | 10                                   | 7                                    | 14                                   | 5                                    | 7                                    | 16                                   | 10                                   | 7                                    | 8                                    | NU                                   | 10                                   | 8                                    | 62               | 8                | 52 (59†)            | 7                   |
| 2018  | Force India-Mercedes | Esteban Ocon         | 12                                   | 10                                   | 11                                   | NU                                   | NU                                   | 6                                    | 9                                    | NU                                   | 6                                    | 7                                    | 8                                    | 13                                   | 6                                    | 6                                    | NU                                   | 9                                    | 9                                    | DK                                   | 11                                   | 14                                   | NU                                   | 49               | 12               | 52 (59†)            | 7                   |

## Statystyki
Źródło: Stats F1, ChicaneF1
| Sezon | Zespół                           | Konstruktor          | Zgłoszenia | GP  | PKT  | P.  | P1 | P2 | P3 | Punkt. | PP | NO | NS | DK | NZ |
| --- | -------------------------------- | -------------------- | ---------- | --- | ---- | --- | -- | -- | -- | ------ | -- | -- | -- | -- | -- |
| 2008 | Force India Formula One Team     | Force India–Ferrari  | 36         | 18  | 0    | 10  | -  | -  | -  | -      | -  | -  | 18 | -  | -  |
| 2009 | Force India Formula One Team     | Force India–Mercedes | 34         | 17  | 13   | 9   | -  | 1  | -  | 2      | 1  | 1  | 6  | -  | -  |
| 2010 | Force India Formula One Team     | Force India–Mercedes | 38         | 19  | 68   | 7   | -  | -  | -  | 16     | -  | -  | 10 | -  | -  |
| 2011 | Force India Formula One Team     | Force India–Mercedes | 38         | 19  | 69   | 6   | -  | -  | -  | 17     | -  | -  | 3  | -  | -  |
| 2012 | Sahara Force India F1 Team       | Force India–Mercedes | 40         | 20  | 109  | 7   | -  | -  | -  | 19     | -  | 1  | 3  | -  | -  |
| 2013 | Sahara Force India F1 Team       | Force India–Mercedes | 38         | 19  | 77   | 6   | -  | -  | -  | 17     | -  | -  | 8  | -  | -  |
| 2014 | Sahara Force India F1 Team       | Force India–Mercedes | 38         | 19  | 155  | 6   | -  | -  | 1  | 27     | -  | 1  | 6  | -  | -  |
| 2015 | Sahara Force India F1 Team       | Force India–Mercedes | 38         | 19  | 136  | 5   | -  | -  | 1  | 21     | -  | -  | 7  | -  | -  |
| 2016 | Sahara Force India F1 Team       | Force India–Mercedes | 42         | 21  | 173  | 4   | -  | -  | 2  | 30     | -  | 1  | 4  | -  | -  |
| 2017 | Sahara Force India F1 Team       | Force India–Mercedes | 40         | 20  | 187  | 4   | -  | -  | -  | 35     | -  | 1  | 2  | -  | -  |
| 2018 | Sahara Force India F1 Team       | Force India–Mercedes | 24         | 12  | 59   | EX  | -  | -  | 1  | 11     | -  | -  | 4  | -  | -  |
| 2018 | Racing Point Force India F1 Team | Force India–Mercedes | 18         | 9   | 52   | 7   | -  | -  | -  | 11     | -  | -  | 3  | 1  | -  |
| Razem | 3                                | 2                    | 424        | 212 | 1039 | 2×4 | -  | 1  | 5  | 206    | 1  | 5  | 74 | 1  | -  |
| Sezon | Zespół                           | Konstruktor          | Zgłoszenia | GP  | PKT  | P.  | P1 | P2 | P3 | Punkt. | PP | NO | NS | DK | NZ |
| Zgłoszenia - starty wszystkich samochodów; GP - zaliczone Grand Prix; P. - pozycja końcowa; P1, P2, P3 - pozycje na podium; Punkt. - punktował; PP - pole position; NO - najszybsze okrążenia; NS - niesklasyfikowany; DK - dyskwalifikacje; NZ - nie zakwalifikował się |                                  |                      |            |     |      |     |    |    |    |        |    |    |    |    |    |

## Informacje techniczne
Źródło: ChicaneF1
| Sezon | Zespół                           | Podwozie          | Silnik (Typ)                  | Opony       |
| ----- | -------------------------------- | ----------------- | ----------------------------- | ----------- |
| 2008  | Force India Formula One Team     | Force India VJM01 | Ferrari 056 V8                | Bridgestone |
| 2009  | Force India Formula One Team     | Force India VJM02 | Mercedes FO108W V8            | Bridgestone |
| 2010  | Force India Formula One Team     | Force India VJM03 | Mercedes FO108X V8            | Bridgestone |
| 2011  | Force India Formula One Team     | Force India VJM04 | Mercedes FO108Y V8            | Pirelli     |
| 2012  | Sahara Force India F1 Team       | Force India VJM05 | Mercedes FO108Z V8            | Pirelli     |
| 2013  | Sahara Force India F1 Team       | Force India VJM06 | Mercedes FO108F V8            | Pirelli     |
| 2014  | Sahara Force India F1 Team       | Force India VJM07 | Mercedes PU106A V6 t          | Pirelli     |
| 2015  | Sahara Force India F1 Team       | Force India VJM08 | Mercedes PU106B V6 t h        | Pirelli     |
| 2016  | Sahara Force India F1 Team       | Force India VJM09 | Mercedes PU106C V6 t h        | Pirelli     |
| 2017  | Sahara Force India F1 Team       | Force India VJM10 | Mercedes M08 EQ Power+ V6 t h | Pirelli     |
| 2018  | Sahara Force India F1 Team       | Force India VJM11 | Mercedes M08 EQ Power+ V6 t h | Pirelli     |
| 2018  | Racing Point Force India F1 Team | Force India VJM11 | Mercedes M08 EQ Power+ V6 t h | Pirelli     |
| Razem | 2                                | 10                | 7                             | 2           |
| Sezon | Zespół                           | Podwozie          | Silnik (Typ)                  | Opony       |

## Kierowcy
Źródło: ChicaneF1
|     | Kierowca             | Sezony         | Starty | PP | Wygrane | MŚ | Zespół   |
| --- | -------------------- | -------------- | ------ | -- | ------- | -- | -------- |
| DEU | Adrian Sutil         | 2008–2011 2013 | 92     | 0  | 0       | -  | prywatny |
| ITA | Vitantonio Liuzzi    | 2009–2010      | 24     | 0  | 0       | -  | prywatny |
| ITA | Giancarlo Fisichella | 2008–2009      | 30     | 1  | 0       | -  | prywatny |
| GBR | Paul di Resta        | 2011–2013      | 58     | 0  | 0       | -  | prywatny |
| DEU | Nico Hülkenberg      | 2012 2014–2016 | 78     | 0  | 0       | -  | prywatny |
| MEX | Sergio Pérez         | 2014–2018      | 99     | 0  | 0       | -  | prywatny |
| FRA | Esteban Ocon         | 2017–2018      | 41     | 0  | 0       | -  | prywatny |